# Регент Лихтенштейна

## Регенты Лихтенштейна
| № | Регент               | Регент | Начало срока    | Конец срока     |
| - | -------------------- | ------ | --------------- | --------------- |
| 1 | Йозеф Венцель Лоренц |        | 17 декабря 1732 | 8 июля 1745     |
| 2 | Франц Йозеф          |        | 30 марта 1938   | 25 июля 1938    |
| 3 | Ханс Адам            |        | 26 августа 1984 | 13 ноября 1989  |
| 4 | Алоиз                |        | 15 августа 2004 | Настоящее время |